# Isoetes fuliginosa
Isoetes fuliginosa är en kärlväxtart som beskrevs av R.L.Small och Hickey. Isoetes fuliginosa ingår i släktet braxengräs, och familjen Isoetaceae. Inga underarter finns listade i Catalogue of Life.